# Learjet 35
Learjet Model 35 và Model 36 là chuỗi các máy bay thương mại phản lực đa năng của Hoa Kỳ, ngoài ra nó còn được dùng làm máy bay vận tải quân sự. Không quân Hoa Kỳ định danh là C-21A.

## Biến thể

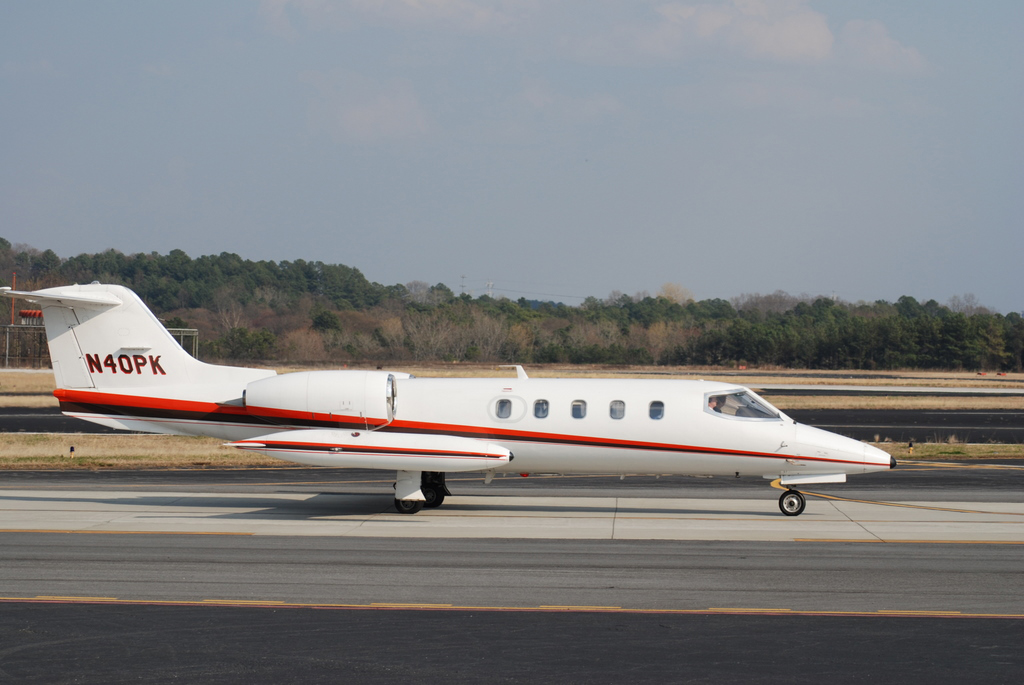
Learjet 35A.

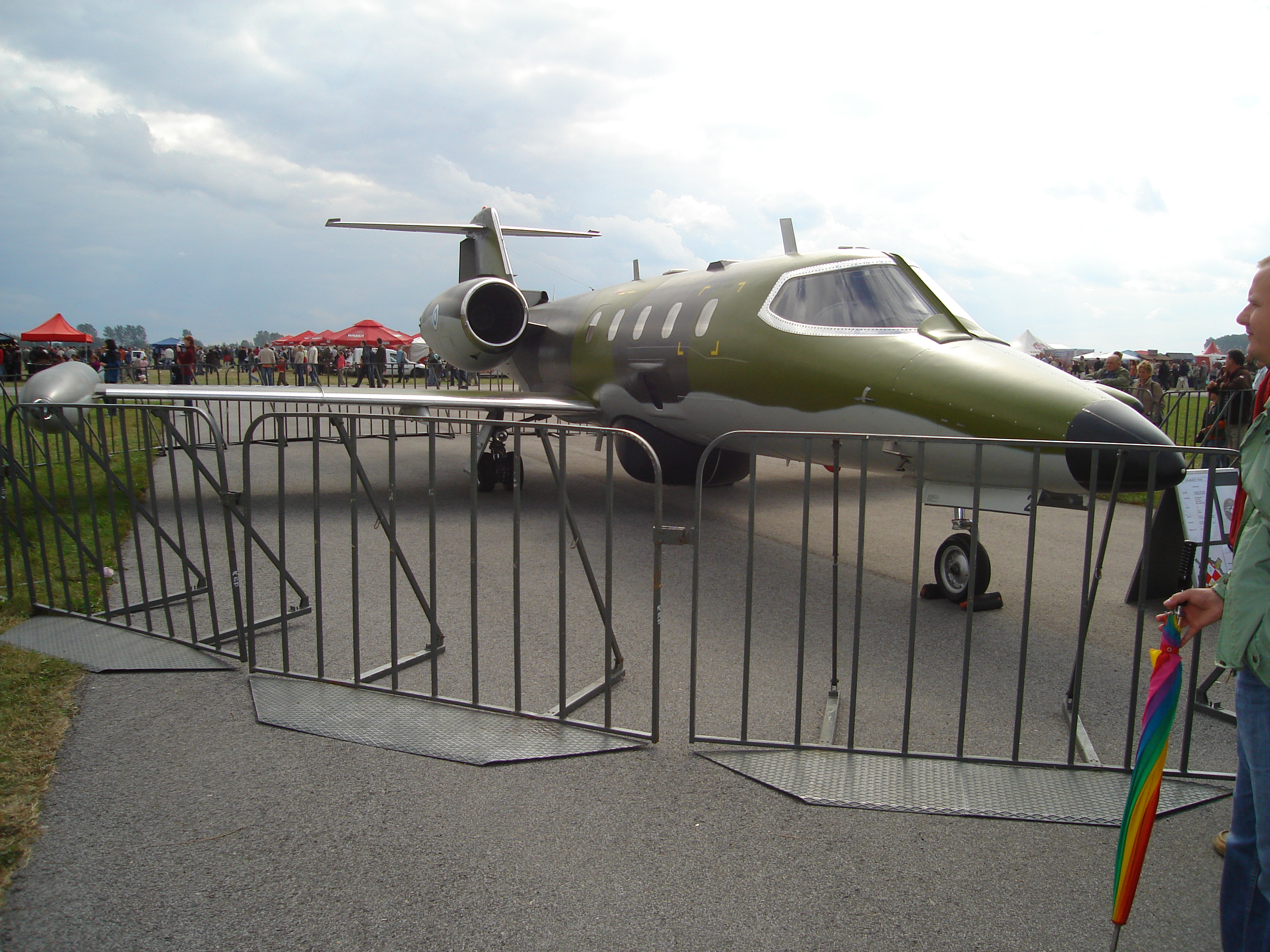
A.W.A.C.S Learjet 35AS của Không quân Phần Lan.

### Biến thể quân sự

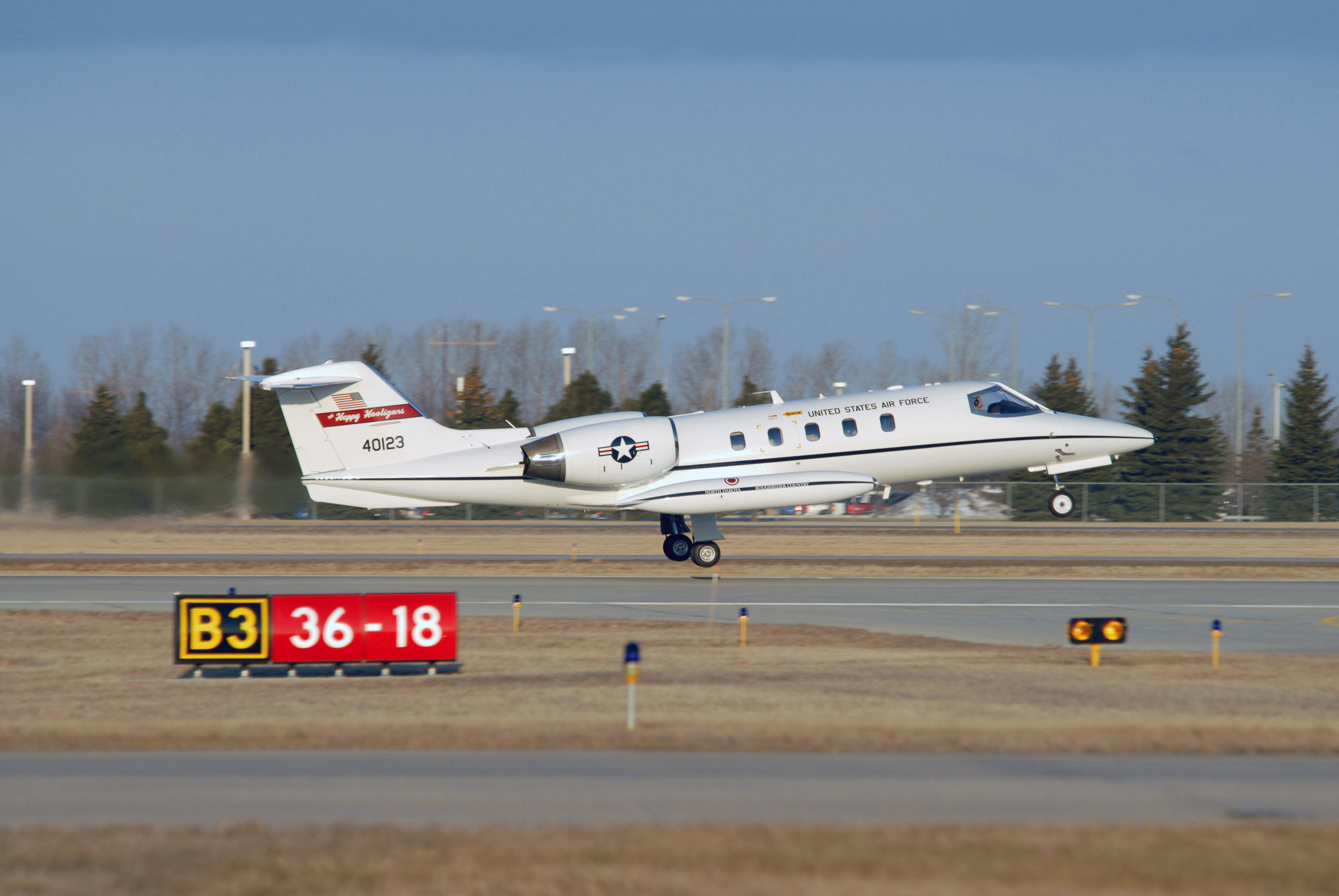
C-21A Learjet

C-21A
EC-21A
PC-21A
RC-21A
U-36
Learjet 36
Learjet 36A
R-21A
U-21A

## Quốc gia sử dụng

### Quân sự
Argentina
- Không quân Argentina

 Bolivia
- Không quân Bolivia

 Brasil
- Không quân Brazil

 Chile
- Không quân Chile

 Phần Lan
- Không quân Phần Lan

 Nhật Bản
- Lực lượng Phòng vệ Biển Nhật Bản
- Lực lượng Phòng vệ Trên không Nhật Bản

 México
- Không quân Mexicol

 Namibia
- Không quân Namibia

 Ả Rập Xê Út
- Không quân Hoàng gia Ả rập Saudi

 Thụy Sĩ
- Không quân Thụy Sĩ

 UAE
- Hải quân Các tiểu vương quốc Ả rập Thống nhất

 Hoa Kỳ
- Không quân Hoa Kỳ

 Thái Lan
- Không quân Hoàng gia Thái Lan

## Tính năng kỹ chiến thuật (C-21A)
Dữ liệu lấy từ [GlobalSecurity]
Đặc điểm tổng quát
- Tổ lái: 2
- Sức chuyên chở: 8 hành khách và 3.153 lb (1.433 kg) hàng hóa
- Chiều dài: 48 ft 7 in (14,71 m)
- Sải cánh: 39 ft 6 in (11,97m)
- Chiều cao: 12 ft 3 in (3,71 m)
- Diện tích cánh: 253,3ft² (23,53m²)
- Trọng lượng rỗng: 10.119 lb (4.590kg)
- Trọng lượng có tải: lb (kg)
- Trọng tải có ích: lb (kg)
- Trọng lượng cất cánh tối đa: 18.300 lb (8.235 kg)
- Động cơ: 2 × Garrett TFE731-2-2B turbofan, 3.500 lbf (16kN) mỗi chiếc
- *Giá thành: 3,1 triệu USD (1996)

 Hiệu suất bay 
- Tốc độ không vượt quá: 300 knot (KIAS) dưới 14.000 feet, 350 knot từ (KIAS) 14.000 feet trở lên (403 mph, 648 km/h hay 0.81M)
- Vận tốc cực đại: 461 knot trên độ cao 41.000 ft (12.500 m) (530 mph, 853 km/h, Mach 0.81)
- Thất tốc: 100 knot (115 mph, 185 km/h)
- Tầm bay: 2.004 nm (2.306 mi, 3.690 km)
- Trần bay: 45.000 ft (13.700 m)
- Vận tốc leo cao: 8000 ft/phút (m/s)
- Tải trên cánh: lb/ft² (kg/m²)